# Jimbo Jones
Corky James "Jimbo" Jones (stem gedaan door Pamela Hayden) is een personage uit de animatieserie The Simpsons.
Jimbo is een student op de lagere school van Springfield, waar hij bekendstaat als een van de pestkoppen. Hij draagt altijd een donkerpaarse muts en een zwart punisher-T-shirt. Hij trekt vaak op met Dolph, Kearney en Nelson. Over het algemeen kan Jimbo worden gezien als de leider van deze groep.

## Geschiedenis
Jimbo's echte naam is Corky (Bart the Fink), maar hij wordt ook vaak James genoemd door Nelson (Lisa's Date with Density). Hij houdt ervan om zijn medestudenten te intimideren, en om winkeldiefstal te plegen. In een aflevering werd gesuggereerd dat hij uit een rijke familie komt. In die aflevering was te zien dat Nelson en zijn moeder in een luxe woonkamer zaten. Daar zijn vader een alcoholist is en duidelijk een minder luxe leven leidt, is er een kans dat Jimbo een buitenechtelijk kind is. In de aflevering 24 Minutes werd onthuld dat Jimbo’s moeder Carol heet, en dat hij een zus heeft.
Jimbo lijkt connecties te hebben met de Rijke Texaan die af en toe in de serie opduikt. In New Kid On The Block werd Jimbo de vriend van Barts oppasser Laura Powers. Bart had zelf ook een oogje op Laura. Om Jimbo kwijt te raken maakte Bart een van zijn bekende neptelefoontjes naar Moe Szyslak, en maakte Moe wijs dat Jimbo de plaagbeller was. Moe kwam meteen naar Jimbo met een mes, waardoor Jimbo het op een huilen zette. Dit maakte dat Laura hun relatie beëindigde.
Ondanks zijn reputatie als pestkop, wordt af en toe gesuggereerd dat Jimbo een christen is met hoge morele standaarden. In een aflevering zei Homer tegen Jimbo "Your King commands it", waarop Jimbo antwoordde "Jesus is our only King". Zowel Jimbo als Dolph hebben ook een grote nationale trots: ze respecteren Jebediah Springfield en wilden meer weten over de Founding Fathers nadat ze Ralph Wiggums optreden als George Washington zagen.
In de aflevering We're on the Road to D'ohwhere werd gesuggereerd dat Jimbo als informant voor de politie werkt.

## Naam
De naam van Jimbo doet denken aan die van eerwaarde Jim Jones, oprichter van de Peoples Temple en Jonestown, Guyana.
Homer Simpson · Marge Simpson · Bart Simpson · Lisa Simpson · Maggie Simpson · Abraham Simpson · Patty en Selma Bouvier · Jacqueline Bouvier · Mona Simpson · Santa's Little Helper · Snowball II · Familie Bouvier
Jasper Beardley · Comic Book Guy · Eddie en Lou · Maude Flanders · Ned Flanders · Professor Frink · Barney Gumble · Julius Hibbert · Lionel Hutz · Eerwaarde Lovejoy · Kapitein Horatio McCallister · Hans Moleman · Bleeding Gums Murphy · Apu Nahasapeemapetilon · Mayor Joe Quimby · Dr. Nick Riviera · Agnes Skinner · Cletus Spuckler · Squeaky Voiced Teen · Disco Stu · Moe Szyslak · Kirk Van Houten · Luann Van Houten · Chief Clancy Wiggum
Gary Chalmers · Rod en Todd Flanders · Jimbo Jones · Kearney · Edna Krabappel · Otto Mann · Nelson Muntz · Martin Prince · Seymour Skinner · Milhouse Van Houten · Ralph Wiggum · Groundskeeper Willie · andere studenten
Montgomery Burns · Carl Carlson · Lenny Leonard · Waylon Smithers
Itchy en Scratchy · Kent Brockman · Krusty de Clown · Troy McClure · Rainier Wolfcastle · Radioactive Man
Snake · Kang & Kodos · Sideshow Bob · Fat Tony
Treehouse of Horror
Bart vs. the World · Bart Simpson's Escape from Camp Deadly · The Simpsons Arcadespel · Bart vs. the Space Mutants · Bart's House of Weirdness ·Bart vs. The Juggernauts · Krusty's Fun House · Bartman Meets Radioactive Man · Bart's Nightmare · The Itchy and Scratchy Game · Virtual Bart · Bart and the Beanstalk · Itchy & Scratchy in Miniature Golf Madness · Cartoon Studio · Virtual Springfield · Night of the Living Treehouse of Horror · Bowling · Wrestling · Road Rage · Skateboarding · Hit & Run · The Simpsons Game · The Simpsons: Tapped Out
The Simpsons · The Simpsons Pinball Party
Strips: Simpsons Comics · Bart Simpson serie · Itchy & Scratchy Comics · Bart Simpson's Treehouse of Horror · Futurama/Simpsons Infinitely Secret Crossover Crisis
Tijdschrift: Simpsons Illustrated
Boeken: Bart Simpson's Guide to Life · Family Album · Library of Wisdom · Complete Guides · Planet Simpson · The Simpsons and Philosophy
Actiefiguurtjes: World of Springfield
The Simpsons Movie
Bankgrap ·
Canyonero · 
D'oh! · 
Duff Beer · 
Schoolbordgrap · 